# بنگله بستکی (بندر لنگه)
 بَنگَلِه بستکی (عمارت بستکی) یکی از بناهای تاریخی در بخش مرکزی شهرستان بندر لنگه در شهرستان بندر لنگه واقع شده‌است و از نقاط دیدنی استان هرمزگان در جنوب ایران است.
بنگله بستکی توسط مرحوم محمدرضا خان مشهور به سطوت الممالک حاکم بستک و جهانگیریه ساخته شده‌است و بعداً محمد شریف بستکی آن را خریده‌است.
این عمارت که یکی از بناهای اواخر دوره قاجاریه و اوایل دورهٔ پهلوی در شهر بندرلنگه است، در یک طبقه ساخته شده و از ویژگی‌های معماری چشم‌گیری برخوردار است و تزئینات برجسته آن مشتمل بر منبت‌کاری و گچ‌بریهای زیبا بوده‌است.
این بنا در تاریخ ۳ اسفند ۱۳۷۷ با شمارهٔ ۲۲۳۴ در فهرست آثار ملی به ثبت رسیده‌است.
متأسفانه این بنای تاریخی در سایه کم‌توجهی در حال تخریب است و سقف کلیه اتاق‌های آن کاملاً فرو ریخته و اتاق‌ها و دیوارهای آن هم رو به تخریب کامل است.